# Антигуа і Барбуда на літніх Олімпійських іграх 2020
Антигуа і Барбуду на літніх Олімпійських іграх 2020 представляли шість спортсменів у чотирьох видах спорту.

## Спортсмени
| Вид спорту       | Чоловіки | Жінки | Загалом |
| ---------------- | -------- | ----- | ------- |
| Легка атлетика   | 1        | 1     | 2       |
| Бокс             | 1        | 0     | 1       |
| Вітрильний спорт | 0        | 1     | 1       |
| Плавання         | 1        | 1     | 2       |
| Загалом          | 3        | 3     | 6       |